# Costantino di Preslav
Costantino di Preslav (in bulgaro Константин Преславски?; 860 circa – Preslav, 925 circa) è stato uno scrittore, traduttore e religioso bulgaro.

## Biografia

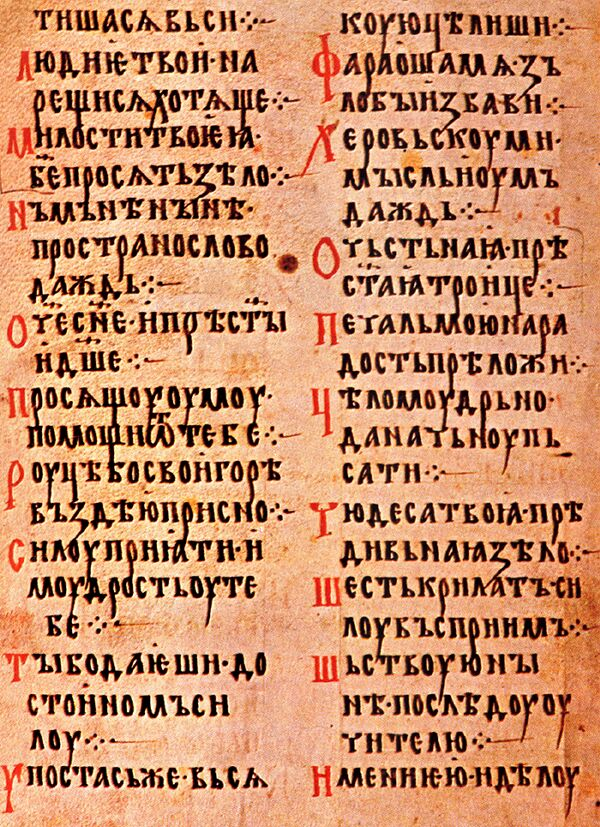
'Preghiera alfabetica', prefazione del Vangelo didattico (893-894) di Costantino di Preslav. Copia russa del XII secolo Museo statale di storia di Mosca

La biografia di Costantino, detto di Preslav perché proprio in quella località risiedette e si attivò in tanti ambiti culturali e letterari, purtroppo è scarsa di informazioni.
Alcuni storici autorevoli ritengono che la sua zona di provenienza sia la Moravia, luogo nel quale conobbe Cirillo e Metodio, di cui fu uno degli allievi più brillanti.
Dopo la morte di Metodio, avvenuta nell'885, Costantino venne arrestato e venduto come schiavo ai veneziani. Grazie ad una fuga riuscì a rifugiarsi in Bulgaria dove iniziò a lavorare nella Scuola di Preslav.
Costantino si dimostrò un erudita, un buon conoscitore sia della letteratura bizantina sia della cultura greca, oltreché uno scrittore raffinato.
Il suo lavoro letterario più significativo fu il cosiddetto Учително евангелие (Vangelo didattico), scritto intorno all'893 su richiesta di Naum di Ocrida. L'opera assunse una notevole importanza sia perché rappresentò una compilazione di letture riguardanti le festività religiose sia per essere stato il primo lavoro sistematico nell'ambito della letteratura slava sui sermoni, cinquantuno in tutto. Inoltre la prefazione, oltre ad esporre gli antefatti e le finalità del libro presentò una originale 'preghiera alfabetica' scritta in quaranta versi, che costituì il primo documento pervenuto fino ai nostri giorni di poesia paleoslava.
Nell'894 Constantino redasse un lavoro storico intitolato Историкии (Storie), la prima cronistoria della letteratura slava.
Intorno al 906, su commissione di Simeone I, Costantino tradusse Четири слова против арианите (Quattro epistole contro gli ariani) di sant'Atanasio di Alessandria come risposta al rifiorire dell'ondata eretica medievale in Bulgaria.
Constantino fu anche l'autore del Служба на Методия (Servizio per Metodio), presentante il rammarico ed il lavoro del Santo per la vecchia chiesa slava, oltre a Проглас към евангелието (Proclamazione dei Vangeli) nel quale criticò l'uso della lingua greca e promosse la lingua slava per elevare la cultura bulgara.